# Playoffs NBA 1999
Los Playoffs de la NBA de 1999 fueron el torneo final de la temporada 1998-99 de la NBA.
El campeón fue San Antonio Spurs (Conferencia Oeste) que conseguía así su primer título de la historia de la NBA, lo consiguió venciendo a New York Knicks, último clasificado de la Conferencia Este y que por tanto no pudo disponer de la ventaja de campo en ningún encuentro durante estas series, lo que hizo mucho más meritorio llegar a las finales de la NBA.
El MVP de las Finales fue Tim Duncan de los San Antonio Spurs.
Los playoffs de 1999 también estuvieron marcados por la primera aparición de los Philadelphia 76ers desde que llegasen hasta la segunda ronda y fuesen vencidos por los Chicago Bulls, y también su primera aparición desde que seleccionasen en el draft de 1996 a Allen Iverson en el primer puesto. Iverson lideraría más tarde a los Sixers hasta las finales de 2001. Los Bulls, a pesar de defender el título, fallaron al no clasificarse (principalmente se achaca al retiro de Michael Jordan).

## Clasificación Playoff

### Conferencia Este
Los Miami Heat tenían el mejor récord de la Conferencia Este pero solo pudo usar la ventaja de campo en la primera ronda, ya que fueron eliminados ante los New York Knicks.
A continuación se muestran la lista de los equipos clasificados en la conferencia Este:
1. Miami Heat (líder de la división del Atlántico)
2. Indiana Pacers (líder de la división Central)
3. Orlando Magic
4. Atlanta Hawks
5. Detroit Pistons
6. Philadelphia 76ers
7. Milwaukee Bucks
8. New York Knicks

### Conferencia Oeste
San Antonio Spurs al tener el mejor récord dispusieron de la ventaja de campo durante todos los playoffs, factor que ayudó a los Spurs a conseguir el título.
A continuación se muestran la lista de los equipos clasificados en la conferencia Oeste:
1. San Antonio Spurs (líder de la división del Medio Oeste)
2. Portland Trail Blazers (líder de la división del Pacífico)
3. Utah Jazz
4. Los Angeles Lakers
5. Houston Rockets
6. Sacramento Kings
7. Phoenix Suns
8. Minnesota Timberwolves

## Cuadro de Enfrentamientos
|  | Primera Ronda     | Primera Ronda | Primera Ronda |   |              | Semifinales de Conferencia | Semifinales de Conferencia | Semifinales de Conferencia |  |    | Finales de Conferencia | Finales de Conferencia | Finales de Conferencia |  |    | Finales de la NBA | Finales de la NBA | Finales de la NBA |
|  |                   |               |               |   |              |                            |                            |                            |  |    |                        |                        |                        |  |    |                   |                   |                   |
|  | E1                | Miami*        | 2             |   |              |                            |                            |                            |  |    |                        |                        |                        |  |    |                   |                   |                   |
|  | E8                | New York      | 3             |   |              |                            |                            |                            |  |    |                        |                        |                        |  |    |                   |                   |                   |
|  | E8                | New York      | 3             |   | E8           | New York                   | 4                          |                            |  |    |                        |                        |                        |  |    |                   |                   |                   |
|  |                   |               |               |   | E8           | New York                   | 4                          |                            |  |    |                        |                        |                        |  |    |                   |                   |                   |
|  |                   | E4            | Atlanta       | 0 |              |                            |                            |                            |  |    |                        |                        |                        |  |    |                   |                   |                   |
|  | E4                | E4            | Atlanta       | 0 | Atlanta      | 3                          |                            |                            |  |    |                        |                        |                        |  |    |                   |                   |                   |
|  | E4                |               |               |   | Atlanta      | 3                          |                            |                            |  |    |                        |                        |                        |  |    |                   |                   |                   |
|  | E5                | Detroit       | 2             |   |              |                            |                            |                            |  |    |                        |                        |                        |  |    |                   |                   |                   |
|  | E5                | Detroit       | 2             |   |              |                            |                            |                            |  | E8 | New York               | 4                      |                        |  |    |                   |                   |                   |
|  | Conferencia Este  |               |               |   |              |                            |                            |                            |  | E8 | New York               | 4                      |                        |  |    |                   |                   |                   |
|  |                   | E2            | Indiana*      | 2 |              |                            |                            |                            |  |    |                        |                        |                        |  |    |                   |                   |                   |
|  | E3                | E2            | Indiana*      | 2 | Orlando      | 1                          |                            |                            |  |    |                        |                        |                        |  |    |                   |                   |                   |
|  | E3                |               |               |   | Orlando      | 1                          |                            |                            |  |    |                        |                        |                        |  |    |                   |                   |                   |
|  | E6                | Philadelphia  | 3             |   |              |                            |                            |                            |  |    |                        |                        |                        |  |    |                   |                   |                   |
|  | E6                | Philadelphia  | 3             |   | E6           | Philadelphia               | 0                          |                            |  |    |                        |                        |                        |  |    |                   |                   |                   |
|  |                   |               |               |   | E6           | Philadelphia               | 0                          |                            |  |    |                        |                        |                        |  |    |                   |                   |                   |
|  |                   | E2            | Indiana*      | 4 |              |                            |                            |                            |  |    |                        |                        |                        |  |    |                   |                   |                   |
|  | E2                | E2            | Indiana*      | 4 | Indiana*     | 3                          |                            |                            |  |    |                        |                        |                        |  |    |                   |                   |                   |
|  | E2                |               |               |   | Indiana*     | 3                          |                            |                            |  |    |                        |                        |                        |  |    |                   |                   |                   |
|  | E7                | Milwaukee     | 0             |   |              |                            |                            |                            |  |    |                        |                        |                        |  |    |                   |                   |                   |
|  | E7                | Milwaukee     | 0             |   |              |                            |                            |                            |  |    |                        |                        |                        |  | E8 | New York          | 1                 |                   |
|  |                   |               |               |   |              |                            |                            |                            |  |    |                        |                        |                        |  | E8 | New York          | 1                 |                   |
|  |                   | O1            | San Antonio*  | 4 |              |                            |                            |                            |  |    |                        |                        |                        |  |    |                   |                   |                   |
|  | O1                | O1            | San Antonio*  | 4 | San Antonio* | 3                          |                            |                            |  |    |                        |                        |                        |  |    |                   |                   |                   |
|  | O1                |               |               |   | San Antonio* | 3                          |                            |                            |  |    |                        |                        |                        |  |    |                   |                   |                   |
|  | O8                | Minnesota     | 1             |   |              |                            |                            |                            |  |    |                        |                        |                        |  |    |                   |                   |                   |
|  | O8                | Minnesota     | 1             |   | O1           | San Antonio*               | 4                          |                            |  |    |                        |                        |                        |  |    |                   |                   |                   |
|  |                   |               |               |   | O1           | San Antonio*               | 4                          |                            |  |    |                        |                        |                        |  |    |                   |                   |                   |
|  |                   | O4            | LA Lakers     | 0 |              |                            |                            |                            |  |    |                        |                        |                        |  |    |                   |                   |                   |
|  | O4                | O4            | LA Lakers     | 0 | LA Lakers    | 3                          |                            |                            |  |    |                        |                        |                        |  |    |                   |                   |                   |
|  | O4                |               |               |   | LA Lakers    | 3                          |                            |                            |  |    |                        |                        |                        |  |    |                   |                   |                   |
|  | O5                | Houston       | 1             |   |              |                            |                            |                            |  |    |                        |                        |                        |  |    |                   |                   |                   |
|  | O5                | Houston       | 1             |   |              |                            |                            |                            |  | O1 | San Antonio*           | 4                      |                        |  |    |                   |                   |                   |
|  | Conferencia Oeste |               |               |   |              |                            |                            |                            |  | O1 | San Antonio*           | 4                      |                        |  |    |                   |                   |                   |
|  |                   | O2            | Portland*     | 0 |              |                            |                            |                            |  |    |                        |                        |                        |  |    |                   |                   |                   |
|  | O3                | O2            | Portland*     | 0 | Utah         | 3                          |                            |                            |  |    |                        |                        |                        |  |    |                   |                   |                   |
|  | O3                |               |               |   | Utah         | 3                          |                            |                            |  |    |                        |                        |                        |  |    |                   |                   |                   |
|  | O6                | Sacramento    | 2             |   |              |                            |                            |                            |  |    |                        |                        |                        |  |    |                   |                   |                   |
|  | O6                | Sacramento    | 2             |   | O3           | Utah                       | 2                          |                            |  |    |                        |                        |                        |  |    |                   |                   |                   |
|  |                   |               |               |   | O3           | Utah                       | 2                          |                            |  |    |                        |                        |                        |  |    |                   |                   |                   |
|  |                   | O2            | Portland*     | 4 |              |                            |                            |                            |  |    |                        |                        |                        |  |    |                   |                   |                   |
|  | O2                | O2            | Portland*     | 4 | Portland*    | 3                          |                            |                            |  |    |                        |                        |                        |  |    |                   |                   |                   |
|  | O2                |               |               |   | Portland*    | 3                          |                            |                            |  |    |                        |                        |                        |  |    |                   |                   |                   |
|  | O7                | Phoenix       | 0             |   |              |                            |                            |                            |  |    |                        |                        |                        |  |    |                   |                   |                   |